# Palazzo Mattei di Giove
Palazzo Mattei di Giove, detto anche Palazzo Antici Mattei e Palazzo Mattei ai Funari, è un palazzo di Roma sito nel centro storico, tra via Michelangelo Caetani e via dei Funari, nel rione Sant'Angelo. Ospita attualmente alcune istituzioni culturali: due istituti del Ministero per i Beni e le Attività Culturali  - la Biblioteca di storia moderna e contemporanea e l'Istituto Centrale per Beni Sonori e Audiovisivi, già Discoteca di Stato - il Centro Studi Americani e l'Istituto storico per l'età moderna e contemporanea.

## Storia
Il palazzo fu costruito in un'area già edificata di proprietà del duca di Giove Asdrubale Mattei, terzogenito di Alessandro Mattei, che aveva sposato Costanza Gonzaga. La costruzione, su progetto di Carlo Maderno, ebbe inizio nel 1598; nel 1613 venne iniziato il braccio che avrebbe unito il palazzo a quello di Alessandro Mattei, oggi Palazzo Caetani, in quanto entrato in possesso della famiglia Caetani. Nel 1618 la costruzione fu portata a termine.
Estinta la linea maschile dei Mattei di Giove all'inizio del XIX secolo, il palazzo fu ereditato da Marianna, figlia di Giuseppe Mattei e moglie di Carlo Teodoro Antici di Recanati, fratello di Adelaide, madre di Giacomo Leopardi, il quale vi soggiornò tra il novembre 1822 e l'aprile 1823. 
Il palazzo costituisce - insieme con gli altri edifici di Giacomo Mattei, di Mattei di Paganica (sede dell'Enciclopedia Italiana) e di Alessandro Mattei - la cosiddetta "isola Mattei". 
Fu dimora ultima di Costantino Corvisieri, primo presidente della Società romana di storia Patria. 
Nel 1938 l'edificio fu acquistato dallo Stato.

## Descrizione
L'edificio, in mattoni e travertino, si sviluppa su tre piani con un duplice ingresso da due portali. Le finestre del pianterreno e del piano nobile sono architravate, le altre riquadrate e due marcapiani a cornice dividono i due ordini del prospetto. A coronamento un cornicione con motivi araldici dei Mattei (scacchiera) e dei Gonzaga (aquila) e un'altana con loggiato. Nel primo cortile si apre un loggiato a due ordini, mentre le pareti laterali sono ricoperte di bassorilievi antichi, anch'essi inseriti in cornici di stucco. Le antichità ancora oggi presenti nel palazzo erano parte di una delle più ricche e pregevoli raccolte private di marmi antichi esistenti a Roma, comprendente anche la parte collocata nella Villa Celimontana di proprietà di Ciriaco, fratello di Asdrubale Mattei, ora nei Musei Vaticani.
Nel cortile sono presenti alcune statue romane che raffigurano personaggi maschili. Anche lo scalone è adorno di sculture antiche: la scala è a quattro rampe, ed è ornata da stucchi di Donato Mazzi (1606-1611) e sarcofagi romani, tra i più belli delle collezioni Mattei (in particolare il fronte del Sarcofago di Marte e Rea Silvia e del Sarcofago Mattei I). La scala conduce alla loggia affacciata sul primo cortile, pure ornata da frammenti romani e da una serie di busti colossali di imperatori (anche di epoca moderna), risalenti al XVI-XVII secolo. 
Al primo piano dell'edificio, ora sede del Centro Studi Americani, vi sono sale affrescate da vari artisti: Francesco Albani (Sogno di Giacobbe), Domenichino (Giacobbe e Rachele alla fonte), Pomarancio (Storie di Giuseppe ebreo), Giovanni Lanfranco (Giuseppe e la moglie di Putifarre, 1615), Pietro Paolo Bonzi, Pietro da Cortona e Paul Bril (nella galleria, Storie di Salomone e della regina di Saba), Antonio Carracci, Gaspare Celio, Cristoforo Greppi, Francesco Nappi, Giacomo Triga, il Grappelli e altri. 
Nel secondo cortile-giardino vi è una fontana adorna di un mascherone grottesco che versa l'acqua in un sarcofago strigilato con protomi leonine simmetriche.

## Nella cultura di massa
- Nel palazzo Mattei di Giove è stato ambientato nel 1971 lo sceneggiato televisivo Il segno del comando, in particolare le scene che si riferiscono alla dimora del principe Anchisi.[6]
- Le testimonianze del ritrovamento del corpo di Aldo Moro, il 9 maggio 1978 in via Caetani, riferiscono della reazione emotiva dei due massimi esponenti del partito della fermezza accorsi: "Pecchioli non lasciava trasparire emozione o nervosismo. Cossiga, invece, coinvolto anche dal punto di vista affettivo e psicologico (...) appoggiò la testa al muro dell'adiacente palazzo Antici Mattei ed esplose in un pianto sommesso e prolungato"[7].
- Nel palazzo Mattei di Giove e nei vicoli circostanti sono ambientate le uniche scene riprese a Roma del film Amen. di Costa Gavras, che vi colloca la casa della famiglia comitale dei Fontana.